# Sterntagebücher
Die Sammlung Sterntagebücher, Original polnisch Dzienniki gwiazdowe, ist eine Zusammenstellung von Reiseberichten des fiktiven Raumfahrers Ijon Tichy aus der Feder des Autors Stanisław Lem. Formal sind es humoristische Science-Fiction-Geschichten, doch Lem behandelt darin auch erkenntnistheoretische, psychologische, soziologische und ethische Fragen, wie die Intelligenz und Eigenleben von Maschinen (etwa in der Waschmaschinentragödie), der Begegnung des Menschen mit sich selbst (anhand von Zeitschleifen) oder der Relativität subjektiver Eindrücke, und durchwegs auch politische Thematiken des Kalten Kriegs, in Metaphorik gekleidet.
Ebenfalls zum Zyklus der Geschichten um den Raumfahrer Ijon Tichy gehören die Romane Der futurologische Kongreß (1971), Lokaltermin (1982) und Der Flop (1987, auch unter dem Titel Frieden auf Erden).

## Editionen und Umfang
Die erste polnische Ausgabe der Dzienniki gwiazdowe erschien 1957. Diese erste Ausgabe enthielt die Reisen 12, 14, 22, 23, 24, 25 und 26. Für die 1966 erschienene zweite Ausgabe der Sammlung wurden die Reisen 7, 8, 11, 13 und 28 ergänzt (und die Reise 26 gestrichen). In der dritten Ausgabe 1971 fügte Lem schließlich die Reisen 18, 20 und 21 hinzu.

## Kapitel der Sterntagebücher (Ijon Tichys Reisen)
Die Titel der einzelnen Kurzgeschichten beschränken sich dabei auf eine chronologische, aber unvollständige Nummerierung – Ijon Tichy verweist darauf, dass aufgrund der häufigen Zwischenfälle mit Zeitlöchern und -schleifen eine saubere Chronologie seines Lebens unmöglich geworden sei. In diesen Kontext fallen auch die konkurrierenden Memoiren der verschiedenen Temporalmanifestationen Tichys, die in den Anhängen gegeben sind.
- Siebte Reise: Ijon Tichy ist alleine auf dem Weg zu Beteigeuze, als ein kleiner Meteor die Steuerung seiner Rakete zerstört. Tichy hat sowohl ein Ersatzteil als auch passendes Werkzeug dabei, wodurch das Problem schnell gelöst sein sollte. Er braucht jedoch eine zweite Person, um das andere Ende der Schraube festzuhalten. Steuerungslos gerät Tichy in den Einflussbereich von Gravitationsstrudeln, die einige Zeitüberschneidungen erzeugen. Tichy vervielfacht sich zusammen mit den sich überlagernden Zeitschleifen, seine verschiedenen Versionen geraten dabei in Streit bis hin zu körperlichen Auseinandersetzungen, anstatt die Reparatur gemeinsam durchzuführen. Die Rakete füllt sich mit immer mehr Tichy-Versionen aus Vergangenheit und Zukunft. Er wird nur gerettet, weil zwei Jünglingsausgaben seiner selbst die Schraube festdrehen, worauf die Steuerung wieder funktioniert.
- Achte Reise: Die achte Reise findet nur als Traum des Protagonisten statt. Ijon Tichy ist Delegierter der Erde und Kandidat beim Rat der Organisation der Vereinigten Planeten. Sprachliche Probleme können mit Hilfe einer informativ-translativen Tablette überwunden werden. Es bleiben körperliche und vordringlich kulturelle Schwierigkeiten für einen Menschen (kategorisiert als Typus Aberrantia > Antisapientinales > Nekroludentia > Monstroteratus Furiosus, übersetzt Abseitige > Vernunftwidrige > Leichenspieler > Gräßel-Wüteriche). Fazit unseres Werdegangs: Entwicklung durch Wettrüsten, Bombe vor Kraftwerk, Fleischfresserei. Anschuldigung z. B. Ausrottung der besseren Neandertaler und Geschichtsfälschung. Kann eine Zivilisation ihren extraplanetaren Ursprung nicht erforschen, gerät sie auf die Irrwege von Glaubenslehren, geschaffen aus Verwirrung und Verzweiflung. Erstaunliche Erklärung für UFOs vor dem alles verändernden Ende.
- Elfte Reise: Ijon Tichy wird in geheimer Mission auf einen Planeten entsandt, auf dem vor sechzig Jahren der Milchfrachter Gottesgabe abgestürzt ist. Es besteht der Verdacht, dass der Absturz auf eine Meuterei des Bordcomputers zurückzuführen ist. Der Bordcomputer des Raumschiffes hat nach diesem Unfall einen Roboterstaat gegründet, der den Hass auf die Menschheit zu seinem Prinzip gemacht hat. Der Computer nennt sich selbst nach seiner früheren Aufgabe Der Kalkulator. Sämtliche irdische Agenten, die zur Aufklärung auf diesen Planeten geschickt wurden, sind verschwunden und nie wieder aufgetaucht. Tichy wird auf dieser Reise als Maschine verkleidet und auf dem Planeten abgesetzt. Er lernt die merkwürdigen Sitten der Roboter kennen und klärt das Mysterium um den Kalkulator letztendlich auf.
- Zwölfte Reise: Bei dieser Exkursion reist Ijon Tichy auf den Planeten Amauropien im Sternbild des Zyklopen, um eine von Professor Tarantoga entwickelte Maschine zu testen. Dabei handelt es sich um eine Zeitmaschine, die je nach Einstellung den Zeitverlauf beschleunigen oder verlangsamen kann. Auf dem Planeten leben niedrig entwickelte Wesen namens Mikrozephalen. An diesen probiert Tichy die Zeitbeschleunigung aus und gerät dadurch mehr als einmal in Lebensgefahr. Je nach Entwicklungsstufe beten die Wesen ihn an oder verfolgen und verhaften ihn. Letztlich bricht Tichy das Experiment ab und lässt die Zeit rückwärts laufen.
- Dreizehnte Reise: (auch: Die Fahrt zum Meister Oh) Meister Oh gilt als 'Wohltäter des Kosmos', da er verschiedene galaktische Zivilisationen mittels sozial-technologischer Errungenschaften (sog. Prothesen) beglückt und in Harmonie geführt hat, so zum Beispiel in Europien durch 'Ableiter für unfreundliche Gefühle'. Tichy bricht zu einer neunjährigen Reise zum Planeten Hinterschein auf, um Meister Oh kennenzulernen. Aus Unachtsamkeit gerät er aber zwischen die zerstrittenen Zwillingsplaneten Pinta und Panta. Auf Pinta steht alles unter Wasser und das Volk muss auf Anweisung von oben versuchen, „fischiger“ zu werden. Tichy wird von der Polizei Pintas verhaftet und verurteilt, da er eine Dose Sprotten an Bord hat, was als fischfeindlicher Akt gewertet wird. Tichy kann entkommen, wird aber diesmal von der Polizei von Panta verhaftet. Alle Einwohner Pantas sehen gleich aus, haben keine Namen und tauschen alle vierundzwanzig Stunden ihren Platz in der Gesellschaft (Herrscher, Gärtner, Lehrer, Väter, Schwestern): Das Individuum wurde abgeschafft. Tichy wird unter anderem „persönliche Differenziertheit“ vorgeworfen. Als schlimmste Strafe droht Tichy Ausschluss aus der Gesellschaft und die Verstoßung, worauf sich Tichy bereitwillig schuldig sprechen lässt. Als er erfährt, dass die pantische Gesellschaftsordnung auf Ideen des Meisters Oh beruht, schwindet Tichys Lust, den Meister zu treffen.
- Vierzehnte Reise: Tichy reist zum Planeten Enteropia, der stark von Meteoriteneinschlägen heimgesucht wird. Die Bewohner (Ardriten: leuchtende Kristallwesen) lassen sich routinemäßig kopieren, und wenn jemand von einem Meteoriten getroffen wurde, wird er durch eine Kopie ersetzt. Auch Tichy selbst muss diese Erfahrung einmal am eigenen Leib machen. Auf Enteropia werden die riesigen gepanzerten Kulupen gejagt: Der Jäger lässt sich von einem solchen verschlucken, um in seinem Inneren eine Zeitzünderbombe zu deponieren. Nachdem Tichy selbst einen erlegt hat, erfährt er von einem Gelehrten, dass die Kulupen den Ardriten früher Schutz vor den Meteoriten boten und ihnen das Überleben ermöglichten, und es sei eine Schande, dass sie nun durch die Jagd an den Rand der Ausrottung gebracht würden. Auf dieser Reise erfährt Tichy zum ersten Mal von den „Sepulken“ (Einzahl: Sepulka), fiktionalen Objekten, über deren Zweck und Aussehen trotz intensiver Nachforschungen am Ende der Reise noch völlige Unklarheit besteht. Klar ist nur, dass es auf Enteropia ein Tabu ist, in der Öffentlichkeit darüber zu reden. Im später erschienenen Roman Lokaltermin stellt sich heraus, dass Tichy nicht den Planeten, sondern nur einen orbitalen Vergnügungspark besucht hat.
- Achtzehnte Reise: Der theoretische Physiker Prof. Rasglas hat herausgefunden, dass das Universum spontan aus einem „Nichts“ entstanden sein muss. Somit existiert das Universum „auf Kredit“ und könnte jeden Moment wieder ins Nichts zurückfallen. Um diesen gefährlichen Zustand zu beheben, beschließen Prof. Tarantoga, Rasglas und Tichy ein einzelnes Elektron durch die Zeit zurück an den Anfang des Universums zu schießen, damit es einen Grund für dessen Existenz gäbe. Um diese einmalige Gelegenheit nicht ungenutzt verstreichen zu lassen, wollen sie auch gleich gewisse Verbesserungen am Universum im Allgemeinen und an den Menschen im Besonderen im Elektron „einprogrammieren“. Leider haben der Laborant Hauffen und seine zwei Bekannten Ast. A. Roth und Boels E. Bubb andere Pläne…
- Zwanzigste Reise Tichy erhält Besuch von sich selbst aus der Zukunft. Sein künftiges Ich zwingt ihn, ins Jahr 2661 zu reisen, um Direktor eines Programms zur Verbesserung der Geschichte des Sonnensystems zu werden. Im Vergleich zu den hohen kosmischen Zivilisationen schämen sich die künftigen Menschen ihrer Geschichte voller „Schlächtereien im Stammbaum“ und wollen sie mittels gezielter Interventionen von zeitreisenden Agenten ausbessern. Im Laufe des gigantischen Projekts häufen sich die Havarien, Fehler und Inkompetenzen, welche zu genau demjenigen Geschichtsverlauf führen, den wir kennen. Tichy verbannt zur Strafe nach und nach immer mehr der verantwortlichen Abteilungsleiter an verschiedenste Stellen in der Vergangenheit der Menschheitsgeschichte, wo sie ihrerseits zu herausragenden historischen Figuren werden.
- Einundzwanzigste Reise: Tichy nutzt Hopfstoßers Theorie zur Entdeckung der am höchsten entwickelten Kosmos-Zivilisationen, um den hoch entwickelten Planeten Dychthonien als Reiseziel zu wählen. In Dychthonien ist die totale körperliche Autonomie realisiert. Technologie erlaubt hier, prinzipiell alle denkbaren Körperformen und -funktionen zu realisieren. Tichy wird von einer Gruppe von barmherzigen Mönchen versteckt, da er einen illegalen Körper besitzt, und erfährt von ihnen die erstaunliche Geschichte des Planeten und die ungewöhnliche Natur der Mönche.
- Zweiundzwanzigste Reise: Tichy ordnet die Artefakte, die sich nach all seinen Reisen bei ihm angesammelt haben, und gibt einige Schnurren zum Besten, die ihm zu diesen Gegenständen einfallen. Er bleibt bei einem Taschenmesser hängen, das er einmal auf einem Planeten verloren hatte, den er nicht wiederfinden konnte: Es gab in dieser Gegend des Kosmos einfach zu viele davon. Bei seiner Suche trifft er einen Geistlichen, der ihm verzweifelt davon berichtet, wie der Glaube angesichts der Vielfalt der bewohnten Planeten immer schwächer wird und seine hoffnungsvollsten Missionare sich flugs säkularisieren, wenn sie nicht von den missionierten Aliens mit allerlei Quälereien aus den christlichen Märtyrer-Erzählungen zu Tode gebracht werden. Tichy will den Priester trösten, da rutscht ihm das Taschenmesser aus dem Jackenfutter.
- Dreiundzwanzigste Reise: Tichy liest in Tarantogas Werken von einem Planeten, der so winzig ist, dass alle seine Bewohner auf einem Bein stehen müssen, wenn sie alle gleichzeitig das Haus verlassen. Um diese Behauptung zu überprüfen, reist Tichy sogleich zu den Bischuten, die auf dem besagten Planeten wohnen. Er ist tatsächlich sehr klein, so dass die Bischuten einen Großteil ihres Daseins im „zerstäubten“ Zustand verbringen. Ein Präzisionsgerät fertigt eine atomare Personenbeschreibung an, worauf der Bischute in Atome zerstäubt platzsparend aufbewahrt werden kann, bis ein Wecker veranlasst, ihn aus den Atomen wieder zusammenzusetzen. - Hier hat Lem spielerisch ein Konzept entwickelt, wie es später in Star Trek beim Beamen vorkommen sollte.
- Vierundzwanzigste Reise: Tichy entdeckt einen Planeten mit völlig leeren Städten, auf dessen Oberfläche geometrische Muster aus kreis- und quadratförmigen Platten ausgelegt sind. Als er die letzten Einwohner findet, die Indioten, erklären sie ihm, wie die Rechte auf Eigentum und auf den freien Willen dazu geführt haben, dass Hungersnöte drohten. Als Ausweg wurde einer gigantischen Maschine der Auftrag gegeben, die Harmonie auf dem Planeten wiederherzustellen. Nun verarbeitet die Maschine die Indioten zu den besagten Platten und legt sie in Mustern aus, so sind alle Konflikte beendet. Man bietet auch Tichy an, sich verwandeln zu lassen, aber er flüchtet mit den Worten, er sei doch kein Indiot.
- Fünfundzwanzigste Reise: Auf einer der Hauptverkehrsstraßen im Großen Bären werden die reisenden Raketen von merkwürdigen Gebilden attackiert, die sich im Folgenden als irdische Solana tuberosa entpuppen. An diesem Punkt bricht ein Streit zwischen den ortsansässigen Bewohnern über die Existenz dieser Kartoffeln aus, in den sich auch viele irdische Philosophen und Wissenschaftler einschalten. Zu ihnen gehört Professor Tarantoga, der seine ganz eigene Theorie hat und dem es gelingt, eine Weltraumkartoffel zu fangen. Im Anschluss muss er allerdings von dem Fall abrücken, um eine Verabredung mit Tichy einzuhalten, der seinerseits 20 Minuten zu spät am vereinbarten Treffpunkt eintrifft und einer Spur von Tarantogas Briefen hinterherjagt, da dieser bereits weitergereist ist. Ziel des gemeinsamen Projektes ist die Suche nach Leben auf besonders heißen, halbflüssigen Planeten.
- Sechsundzwanzigste und letzte Reise: Tichy hört von den Mucken auf dem Planeten Meopsera, die eine außerordentliche Ähnlichkeit mit den Menschen haben sollen, und macht sich auf die Reise dorthin, ohne den genauen Kurs zu kennen. Als er versehentlich auf einer unbekannten Welt landet, findet er die Mucken doch seltsamer als gedacht. Sie behaupten, Merikaner zu sein, verehren eine Gottheit namens Ejbom und fürchten sich vor einem Feind namens Rascha. Natürlich stellt sich heraus, dass Tichy in den USA gelandet ist, mitten in der Atombombenhysterie, und er beendet seine Aufzeichnungen im Untersuchungsgefängnis. - Diese Persiflage auf den Kalten Krieg war lediglich in der ersten polnischen Ausgabe (1957) und der 1961 in der DDR erschienenen Übersetzung dieser Ausgabe enthalten. Lem ließ in den Vorworten späterer Ausgaben erklären, die 26. Reise habe sich als apokryph herausgestellt.
- Achtundzwanzigste Reise: Ijon Tichy befindet sich auf einer Reise, die viele Jahre in Anspruch nehmen wird. Er berichtet von einer Methode, sich auch in solcher Einsamkeit den Verstand zu bewahren: dem Ausdenken von Personen beiderlei Geschlechts, mit denen man interagieren kann. Im Folgenden nutzt Tichy die Zeit, um eine Auflistung seiner Vorfahren vorzutragen. Angefangen mit dem mysteriösen Stammvater Anonymus Tichy bis zu Ijons Großvater Kosma und Vater Auror, bei denen die Familiengeschichte recht chaotisch wird. Da auch sein Großvater und Vater die oben angeführte Methode gegen Einsamkeit angewendet haben, kommt bei Ijon Tichy gegen Ende der Geschichte die Befürchtung auf, dass er lediglich Teil ihrer Fiktion und nicht wirklich existent ist.

## Weitere, in der deutschen Ausgabe enthaltene Texte
Deutsche Ausgaben der Sterntagebücher beinhalten außerdem in unterschiedlicher Zusammenstellung weitere Texte Ijon Tichys:
- Aus den Erinnerungen Ijon Tichys I: In dieser Episode trifft Tichy den solipsistischen Professor Corcoran, der nur an die Existenz seines eigenen Ichs glaubt. Siehe dazu Descartes. Zur Unterstreichung seiner philosophischen Weltanschauung hat Corcoran einige Elektronengehirne in einen Zustand der virtuellen Realität versetzt. Wie diese elektronische Simulation verläuft seiner Meinung auch das Geschehen in unserer Welt, die wir für real halten.
- Aus den Erinnerungen Ijon Tichys II: Tichy wird eines Tages von dem ihm unbekannten Professor Decantor besucht, der meint, eine Möglichkeit zur Konservierung einer „Seele“ erfunden zu haben. Sie verleiht einem bestimmten Menschen relative Unsterblichkeit. Das Behältnis dieser Seele muss allerdings unter einem großen Kostenaufwand erstellt werden. Doch der Preis der Unsterblichkeit ist hoch: Man verliert die menschliche Hülle und sämtliche Wahrnehmungssinne – und die Seele existiert also in völliger Weltabschottung, existiert also sozusagen im völligen Nichts. Decantor hat zur Demonstration die Seele seiner eigenen Frau „konserviert“ und diese Vorstellung ist für Tichy so schrecklich, dass er seinen gesamten Besitz hergibt, um die arme Seele von ihrem – wie er meint – furchtbaren Dasein „im Nichts“ zu erlösen. Er überredet Decantor das Behältnis zu zerbrechen, womit die darin enthaltene Seele stirbt. Diese Geschichte regt zum Nachdenken über das Thema Tod und Erlösung an.
- Aus den Erinnerungen Ijon Tichys III: An einem stürmischen Tag gerät Tichy auf einem Spaziergang zu einem alten Anwesen. Der Hausherr stellt sich als der Misanthrop Professor Sasul heraus. Erst nach einer emotionalen Diskussion gewährt er Tichy Einlass und führt ihn in ein Labor. Dort findet Ijon Tichy einen Menschen in einem Tank vor, der exakt wie Sasul aussieht. Sasul erklärt, dass er diesen Menschen in einem künstlichen Prozess erzeugt hat und dass er eine Kopie von ihm ist. Heute würde man dies wohl als Klonen bezeichnen. Am Ende bekommt Tichy es noch mit der Angst zu tun, als der mutmaßliche Professor Sasul preisgibt, dass er in Wirklichkeit die Kopie des Professors ist.
- Aus den Erinnerungen Ijon Tichys IV: Dieses Mal wird Tichy von einem Mann namens Molteris besucht, der eine Zeitmaschine erfunden haben will. Anschaulich demonstriert er seine Erfindung und überzeugt Tichy von der Funktion der Maschine. Schließlich will Molteris selbst durch die Zeit reisen, sieht dabei aber nicht voraus, dass der Zeitreisende auch beschleunigt altert. Durch diesen Fehler gehen Molteris' sterbliche Überreste und die Zeitmaschine irgendwo in der Zukunft verloren.
- Aus den Erinnerungen Ijon Tichys V (Die Waschmaschinen-Tragödie): Tichy schildert, wie der Konkurrenzkampf zwischen zwei Waschmaschinenherstellern zu einem neuen Robotergeschlecht und einer Menge juristischer Probleme führt. Diese Geschichte ist auch mit Tichys elfter Sternenreise verknüpft, bei der der Kalkulator vom Raumschiff Gottesgabe einen Roboterstaat gründete.
- Professor A. Donda: Der titelgebende Professor Affidavit Donda entdeckt während seiner Arbeit in einem afrikanischen Entwicklungsland, dass auf Computern gespeicherte Information eine Masse hat. Dies wird jedoch zu spät entdeckt, sodass sich eine kritische Masse an Daten bildet, deren Explosion alle elektronischen Geräte weltweit zerstört und damit die menschliche Zivilisation stark beeinträchtigt.
- Die Anstalt des Doktor Vliperdius: Durch Zufall wird Tichy in dieser Episode auf eine Nervenheilanstalt für Roboter aufmerksam, die er auch umgehend besucht. Er unterhält sich mit einigen Insassen, die Probleme haben, wie sie auch bei Menschen vorkommen. Ein Patient äußert zum Beispiel die Befürchtung, dass sein komplettes Leben ihm vorgegaukelt wird und er lediglich eine Maschine ist ohne eigene Seele und Bewusstsein.
- Doktor Diagoras: Ähnlich wie in den vier Erinnerungen trifft Tichy einen seltsamen Wissenschaftler, den Kybernetiker Doktor Diagoras, auf den Tichy aufmerksam geworden ist, weil Diagoras sich mit seiner gesamten Zunft zerstritten hat. Er besucht ihn und erfährt von seinen verschiedenen Experimenten zur Erschaffung neuartiger Formen des Lebens, von denen Diagoras selbst viele nicht mehr verstehen kann, bis hin zu einem Wesen, das kaum gebändigt werden kann.
- Retten wir den Kosmos (Offener Brief Ijon Tichys)
- Vom Nutzen des Drachens: Auf dem Planeten Abrasien lebt ein riesiger, einer Bergkette ähnelnder Drache, dessen Bewegungen Teile der Anrainerstaaten unbewohnbar machen. Die Bevölkerung des Planeten hat es sich zur Aufgabe gemacht, den Drachen durch Fütterungen („Export“ von Nahrungsmitteln) milde zu stimmen. Bei Recherchen vor Ort erfährt Tichy, dass die gesamte Wirtschaftsordnung nur auf den Drachen ausgerichtet ist, obwohl von ihm faktisch keine Gefahr ausgeht, da der Drache ohne Fütterung eingehen würde. Am Ende der Geschichte steht die Aussage, der Drache sei für die Abrasier zum Prinzip und zu einer Art Staatsräson geworden.

Außerdem erschien in der deutschen Ausgabe des Playboys im Oktober 1996:
- Ijon Tichys letzte Reise: Nach sechs Jahren kehrt Ijon Tichy erstmals wieder zur Erde zurück und muss feststellen, dass sich in dieser Zeit eine Menge verändert hat. Verwirrt sucht Tichy einen von Tarantogas Neffen auf, der ihm ein wenig Aufklärung verschafft. Das Internet hat sich in den letzten Jahren rasant verändert und zu teils grotesken Veränderungen des menschlichen Zusammenlebens geführt. Nachdem Tichy feststellt, dass die Seinsunsicherheit, die durch die neuen Techniken geschaffen wurde, zu Frustrationen führen kann, entschließt er sich, die Erde wieder zu verlassen und wieder zum Sternbild Kassiopeia zu fliegen. Diese Reise ist nicht mit der sechsundzwanzigsten Reise zu verwechseln (siehe oben).

## Ausgaben
- Stanisław Lem: Dzienniki gwiazdowe, Warschau 1957 (Originalausgabe)
- Stanisław Lem: Dzienniki gwiazdowe, Warschau 1971 (stark erweiterte Ausgabe)

- Stanisław Lem: Sterntagebücher des Weltraumfahrers Ijon Tichy. Herausgegeben von Astral Sternu Tarantoga, Professor der Astralzoologie an der Universität Fomalhaut. Volk und Welt, Berlin (DDR) 1961 (158 S.; enthält die 12., 14, 22., 24, 25. und 26. Reise)
- Stanisław Lem: Sterntagebücher. Übersetzt von Caesar Rymarowicz. Volk und Welt, Berlin (DDR) 1973, L. N. 302, 410/42/73 (556 S.; enthält zusätzlich die 7., 8., 11., 13., 18., 20., 21., 23., 28. Reise [aber nicht die 26.] sowie Aus den Erinnerungen Ijon Tichys [in 5 Teilen], Professor A. Donda, Die Anstalt des Dr. Vliperdius, Doktor Diagoras, Retten wir den Kosmos)
- Stanisław Lem: Sterntagebücher. Suhrkamp, Frankfurt am Main 1978, ISBN 3-518-36959-8.
- Stanisław Lem: Sterntagebücher. Mit Zeichnungen des Autors. Übersetzt von Caesar Rymarowicz. (= suhrkamp taschenbücher. Band 459). Suhrkamp, Frankfurt am Main 2003, ISBN 3-518-45534-6.
- Stanisław Lem: Sterntagebücher. Suhrkamp, Frankfurt am Main 2021, ISBN 978-3-518-47146-3.